# Danièle Arditi
Danièle Arditi es una actriz francesa. Es hija del pintor Georges Arditi y, por tanto, media hermana de Pierre Arditi y de Catherine Arditi.

## Filmografía
- 1996: Qu'est-ce que tu vas faire?, cortometraje de Pierre Linhart.
- 1998: Ô Trouble, cortometraje de Sylvia Caillé, con Florence Loiret y la participación de Julien Donada
- 1999: La Parenthèse enchantée de Michel Spinosa, con Vicent Elbaz, Clotilde Courau y Géraldine Paihas.
- 2003: Le Coût de la vie de Philippe Le Guay, con Fabrice Luchini (Brett), Vincent Lindon (Coway), Lorànt Deutsch (Patrick), Claude Rich (Maurice) y Géraldine Pailhas.

## Teatro
- 1996: Le Bal des voleurs de Jean Anouilh, puesta en escena de Jean-Claude Idée, en el Teatro Montparnasse (París).
- 1995: El diario de Ana Frank de Frances Goodrich y Albert Hackett, puesta en escena de Pierre Franck, en el Teatro des Célestins (Lyon) y Teatro Hébertot (París).
- 1998: Le Libertin de Éric-Emmanuel Schmitt, puesta en escena de Bernard Murat, en el Teatro Eduardo VII (París).

- Datos: Q3015115